# ISO 3166-2:RW
ISO 3166-2:RW es la entrada para Ruanda en ISO 3166-2, parte de los códigos de normalización ISO 3166 publicados por la Organización Internacional de Normalización (ISO), que define los códigos para los nombres de las principales subdivisiones (p.ej., provincias o estados) de todos los países codificados en ISO 3166-1.
En la actualidad, los códigos ISO 3166-2 para Ruanda se definen para 1 ciudad y 4 provincias. Kigali es la capital del país y tiene un estatus especial equiparable al de las provincias.
Cada código consta de dos partes, separadas por un guion. La primera parte es RW, el código ISO 3166-1 alfa-2 para Ruanda. La segunda parte tiene dos cifras:
- 01: ciudad
- 02–05: provincias

## Códigos actuales
Los nombres de las subdivisiones se ordenan según el estándar ISO 3166-2 publicado por la Agencia de Mantenimiento ISO 3166 (ISO 3166/MA).
Pulsa sobre el botón en la cabecera para ordenar cada columna.
| Código | Nombre de la subdivisión (en) | Nombre de la subdivisión (fr) | Nombre de la subdivisión (rw) | Nombre de la subdivisión (es) | Categoría de la subdivisión |
| ------ | ----------------------------- | ----------------------------- | ----------------------------- | ----------------------------- | --------------------------- |
| RW-01  | City of Kigali                | Ville de Kigali               | Umujyi wa Kigali              | Kigali                        | ciudad                      |
| RW-02  | Eastern                       | Est                           | Iburasirazuba                 | Oriental                      | provincia                   |
| RW-03  | Northern                      | Nord                          | Amajyaruguru                  | Norte                         | provincia                   |
| RW-04  | Western                       | Ouest                         | Iburengerazuba                | Occidental                    | provincia                   |
| RW-05  | Southern                      | Sud                           | Amajyepfo                     | Sur                           | provincia                   |

## Cambios
Los siguientes cambios de entradas han sido anunciados en los boletines de noticias emitidos por el ISO 3166/MA desde la primera publicación del ISO 3166-2 en 1998, cesando esta actividad informativa en 2013.
| Informe        | Fecha de emisión | Descripción del cambio reportado             | Cambio de código o subdivisión                                                              |
| -------------- | ---------------- | -------------------------------------------- | ------------------------------------------------------------------------------------------- |
| Newsletter I-8 | 17/4/2007        | Modificación de la estructura administrativa | Presentación de la subdivisión:12 prefecturas (véase abajo) → 1 consejo local, 4 provincias |

### Códigos anteriores a Newsletter I-8
| Código anterior | Nombre de la subdivisión |
| --------------- | ------------------------ |
| RW-C            | Butare                   |
| RW-v            | Byumba                   |
| RW-E            | Cyangugu                 |
| RW-D            | Gikongoro                |
| RW-G            | Gisenyi                  |
| RW-B            | Gitarama                 |
| RW-J            | Kibungo                  |
| RW-F            | Kibuye                   |
| RW-K            | Kigali-Rural             |
| RW-L            | Kigali-Ville             |
| RW-M            | Mutara                   |
| RW-H            | Ruhengeri                |